# عبد الله بن المعتز
أبو العبَّاس عبد الله بن المعتز بالله، أميرٌ وشاعرٌ عبَّاسي، طالب بالخلافة، ولد عام (247 هـ، 861م)، في بغداد، وكان أديبا وشاعرا ويسمى خليفة يوم وليلة، حيث آلت الخلافة العباسية إليه، ولُقب المرتضى بالله، وقيل الغالب بالله. ولم يلبث يوما واحدا حتى هجم عليه غلمان المقتدر بالله وقتلوه في عام (296 هـ،909م)، وأخذ الخلافة من بعده المقتدر بالله. ولقد رثاه الكثير من شعراء العرب.
وهو مؤسس علم البديع.

## من مؤلفاته
- طبقات الشعراء.
- البديع.
- فصول التماثيل.

## من محاسن شعره
- قوله:

أخذها من أثر أبي بن كعب حين سأله عمر بن الخطاب عن التقوى، فقال: هل أخذت طريقًا ذا شوكٍ؟ قال: نعم، قال فما عملتَ فيه؟ قال: تشمَّرْتُ وحَذِرْتُ. قال: فذاك التَّقْوَى. ونُسب تفسير التقوى بذلك إلى أبي هريرة أيضًا.

## وصلات خارجية
- عبد الله بن المعتز على موقع بوابة الشعراء
- عبد الله بن المعتز على موقع موسوعة الديوان الشعرية
- عبد الله بن المعتز على موقع المكتبة المفتوحة (الإنجليزية)
- عبد الله بن المعتز على موقع الموسوعة البريطانية (الإنجليزية)